# Kadir Keleş
Kadir Keleş (Trebisonda, 1º gennaio 1988) è un calciatore turco, difensore del Trabzon Kireçhane Spor.

## Palmarès

### Club

#### Competizioni nazionali
- Coppa di Turchia: 1

Akhisar Belediyespor: 2017-2018
- Supercoppa di Turchia: 1

Akhisar Belediyespor: 2018